# Église Notre-Dame-du-Rivage
L'église Notre-Dame-du-Rivage (Maria am Gestade) est, avec la cathédrale Saint-Étienne, le plus bel édifice gothique de Vienne et son plus ancien sanctuaire marial. C'est également un lieu de pèlerinage, puisque les restes de saint Clément-Marie Hofbauer, le patron de la ville de Vienne, y sont conservés.

## Histoire
La tradition fait remonter les origines de ce sanctuaire chrétien en l'an 880, lorsque l'évêque de Passau aurait confié au moine Alfied le soin d'ériger un petit édifice religieux.
Mais c'est en 1158 que l'on trouve la première mention dans les textes d'une chapelle Schottenkirche à l'emplacement actuel.
En 1262, le terrible incendie qui ravage Vienne n'épargna pas l'édifice, qui ne sera reconstruit qu'une dizaine d'années plus tard.
L'église est déconsacrée en 1786 et pillée peu à peu avant d'être ravagée en partie. Elle est transformée ensuite en arsenal et en écurie sous l'occupation napoléonienne de Vienne en 1809. L'église est restaurée et reconsacrée en 1812, Elle est confiée aux Rédemptoristes. Les verrières gothiques du chœur sont transférées à Laxenburg en Basse-Autriche puis installées au château de Franzensburg. L'église est de nouveau restaurée en 1900 et en 1930, dont les statues du portique. 
Aujourd'hui l'église est fréquentée par les communautés catholiques tchèque et française de Vienne. 

### Intérieur

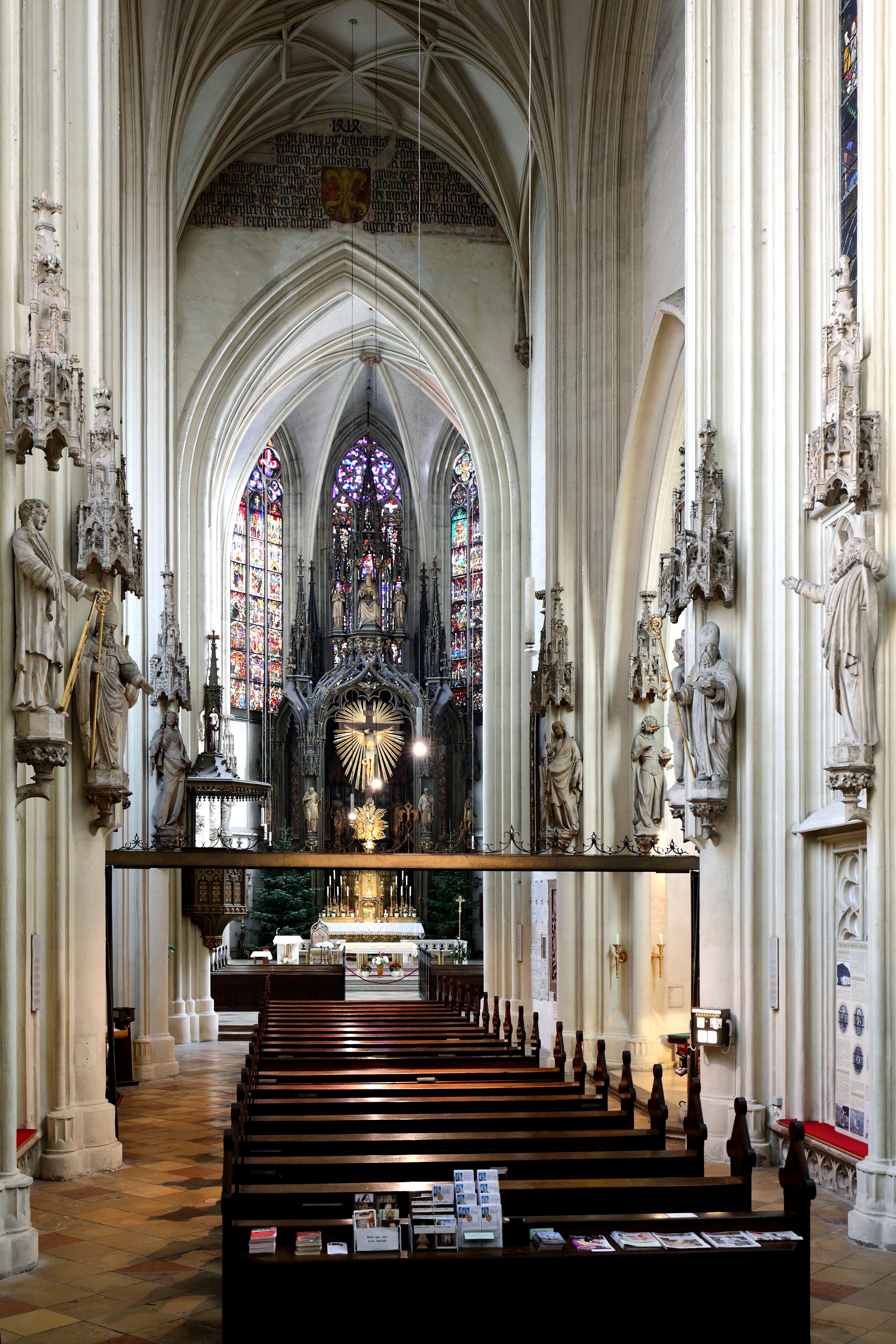
Intérieur.
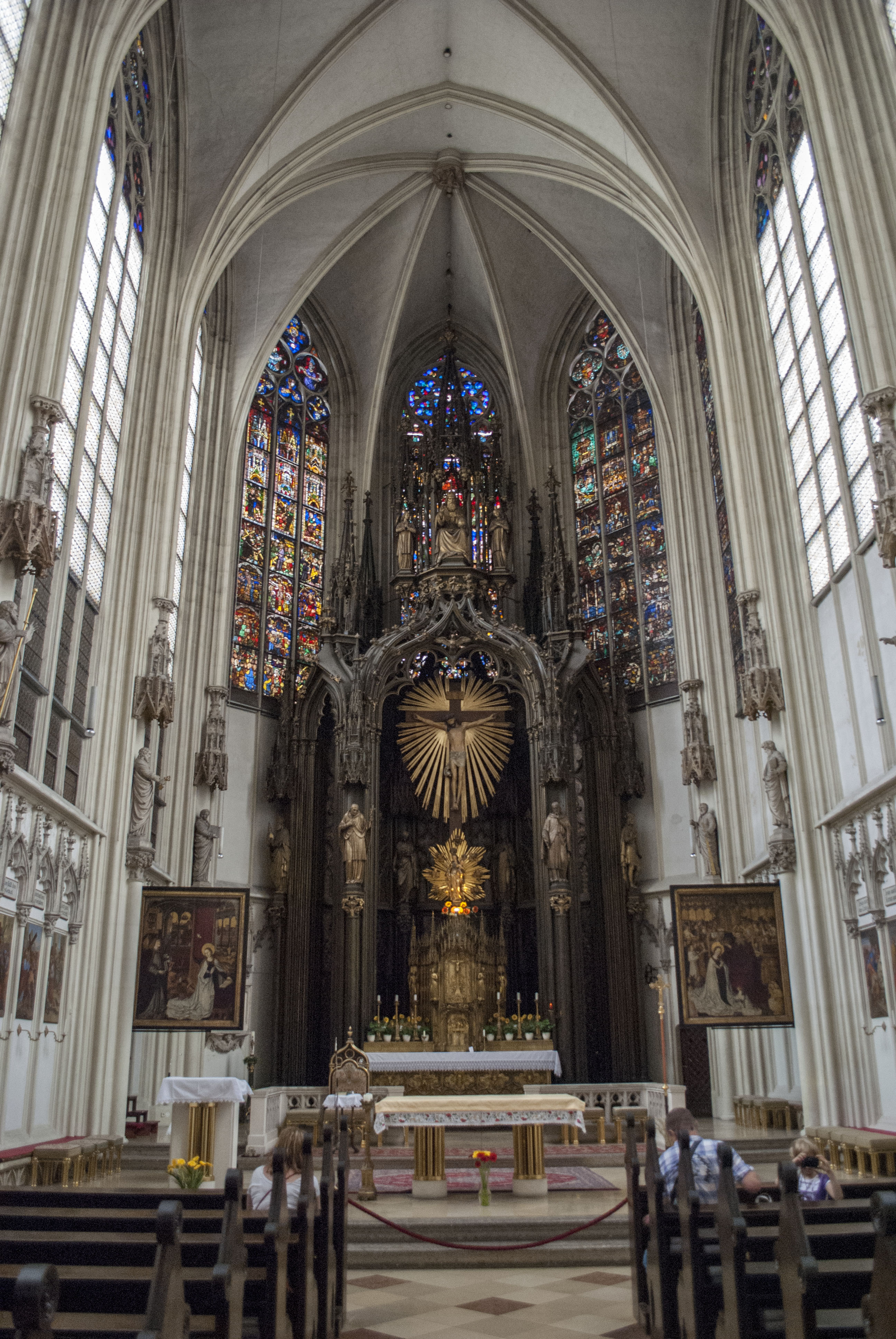
Intérieur.
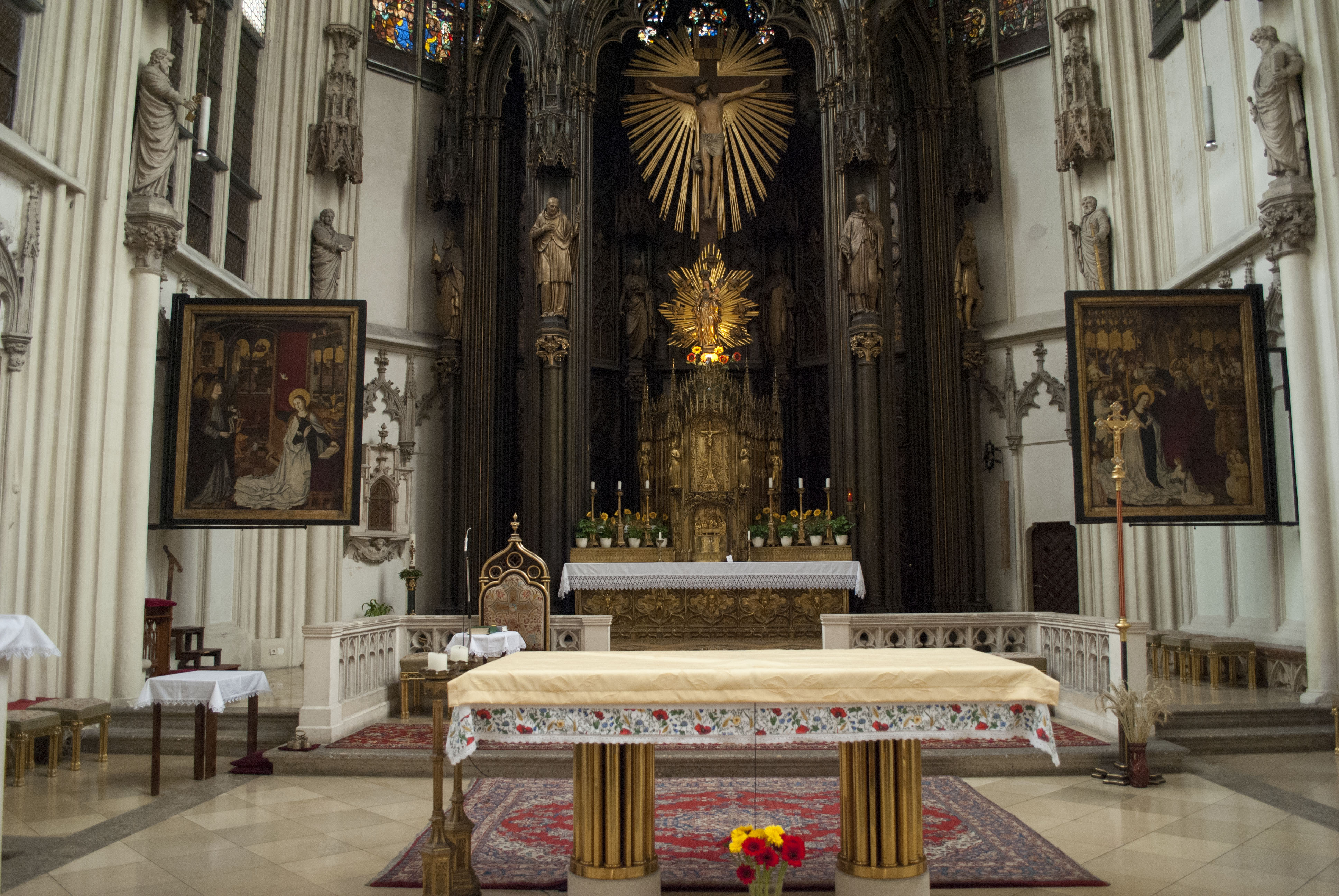
Autel.
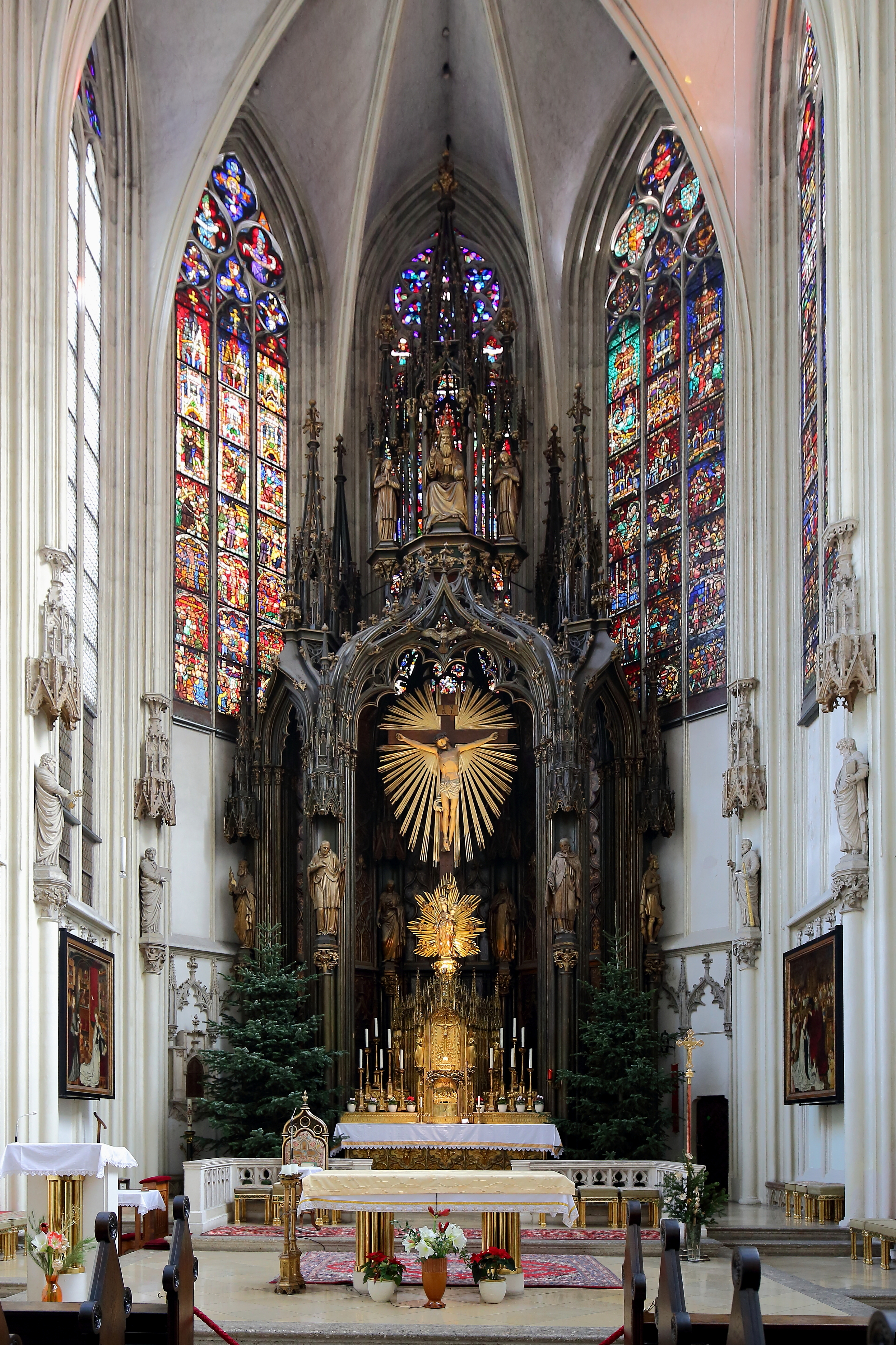
Autel.
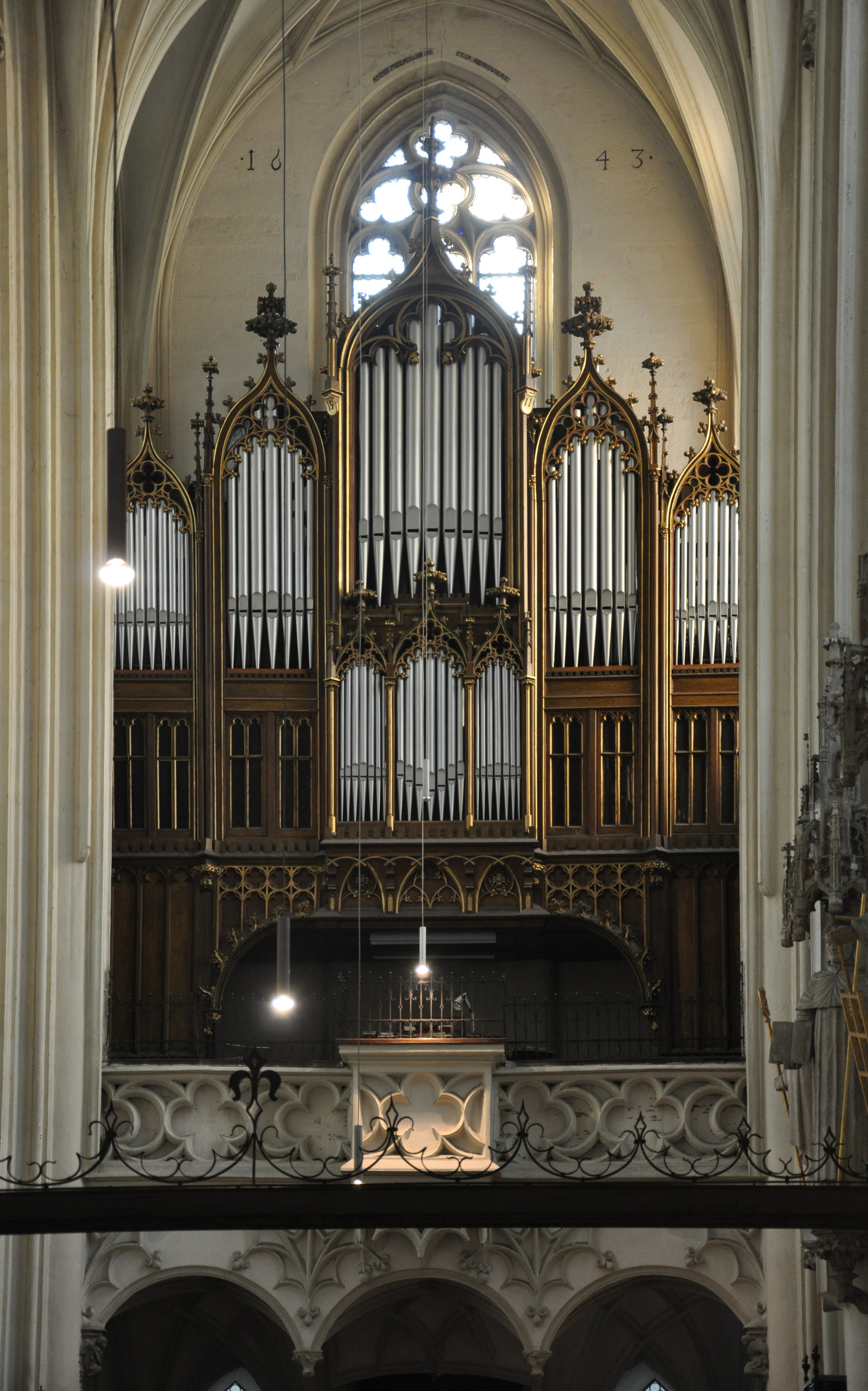
Orgue de Matthäus Mauracher Jr.
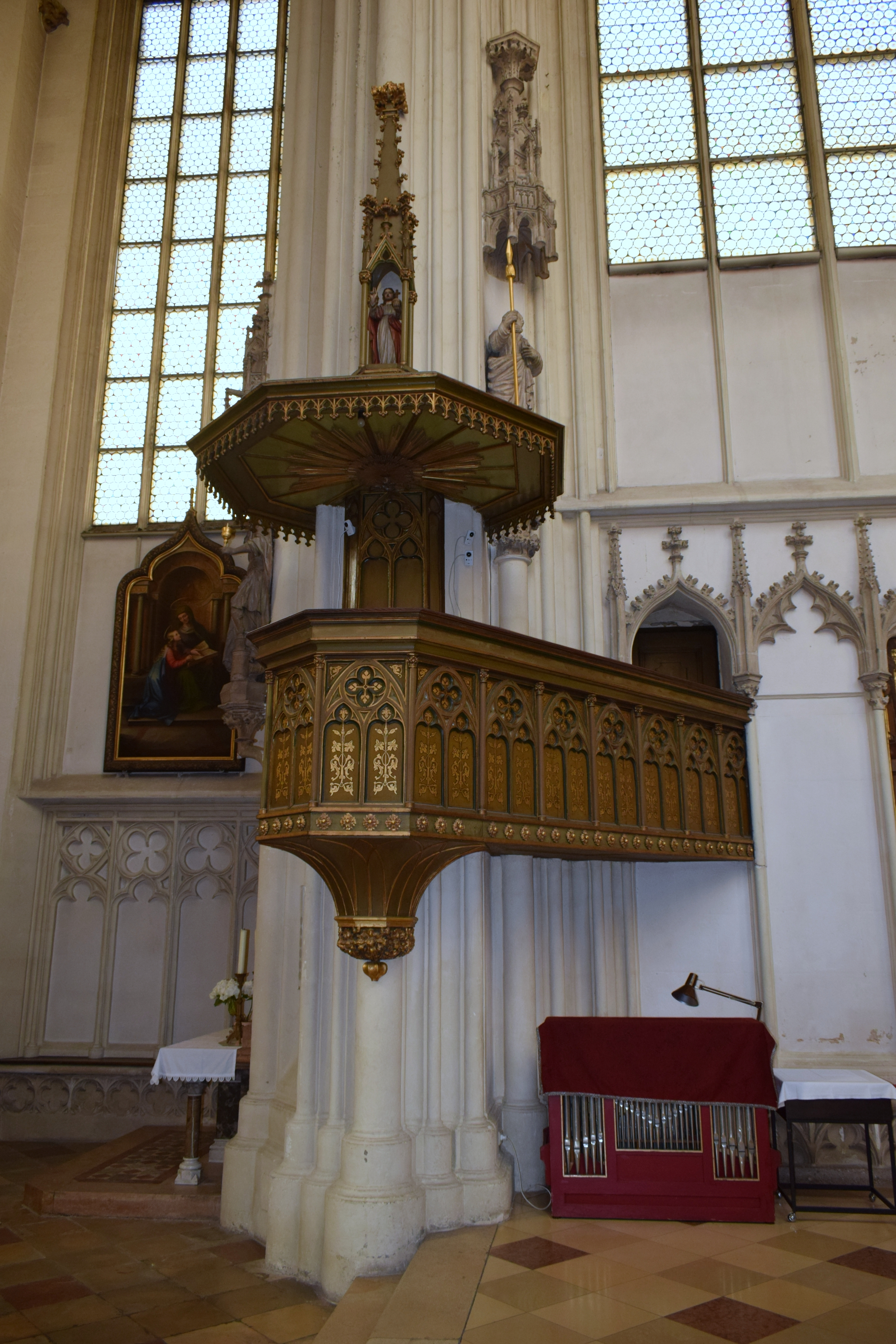
Chaire.